# Gare de Savannah
La gare de Savannah est une gare ferroviaire des États-Unis, située sur le territoire de la ville de Savannah dans l'État de Géorgie.

## Histoire
Elle a été construite en 1962 par l'Atlantic Coast Line Railroad.

## Service des voyageurs

### Desserte
Elle est desservie par des liaisons longue-distance Amtrak:
- Le Silver Star et le Silver Meteor: New York (New York)  - Miami (Floride)